# Robert Whigham
Robert Dundas Whigham (5 agosto 1865 – 1950) è stato un militare britannico.

## Biografia
Educato al Fettes College di Edimburgo e poi alla Royal Military College, Sandhurst, Robert Whigham divenne ufficiale del 1st Battalion del Royal Warwickshire Regiment nel 1885.
Egli divenne aiutante del Royal Warwickshire Regiment nel 1892 e fu secondo comandante all'interno dell'Egyptian Army nel 1897, prestando servizio nella Spedizione del Nilo del 1898 col 13th Sudanese Battalion.
Prestò servizio nella Seconda guerra boera al quartier generale in Sudafrica ove ricevette il Distinguished Service Order nel 1902. Egli divenne quindi Maggiore di Brigata del 2nd Army Corps nel novembre del 1902.
Prestò servizio nella prima guerra mondiale nel British Expeditionary Force. Venne nominato Deputato Capo dello Staff Generale Imperiale al War Office nel 1915. Divenne General Officer Commanding della 59th Division nel giugno del 1918 e General Officier Commanding del 62nd Division nell'agosto del 1918.
Dopo la guerra divenne General Officer Commanding della Light Division nell'Armata inglese del Reno. Venne nominato General Officer Commanding della 3rd Division nel 1919, Adjutant-General to the Forces nel 1923 e General Officer Commanding-in-Chief per l'Eastern Command nel 1927. Si ritirò nel 1931.